# Erannis tauriphila
Erannis tauriphila là một loài bướm đêm trong họ Geometridae.